# Giroussens
Giroussens é uma comuna francesa na região administrativa da Occitânia, no departamento de Tarn. Estende-se por uma área de 41.67 km², e possui 1.478 habitantes, segundo o censo de 2018, com uma densidade de 35 hab/km².